# Nea (cantante)
Nea, pseudonimo di Anna Linnea Södahl (Port Elizabeth, 17 settembre 1987), è una cantautrice svedese.

## Biografia
È nata a Port Elizabeth, in Sudafrica, dove i suoi genitori lavoravano sotto copertura per combattere il sistema dell'apartheid, Nea è cresciuta nella città svedese di Alingsås. Ha acquisito notorietà come cantautrice nel 2015, quando Lush Life di Zara Larsson, scritta da lei, è diventata un successo globale. Per Zara Larsson ha inoltre scritto e fatto da corista su TG4M, di cui ha registrato una versione come solista che ha pubblicato come singolo nel 2020. Ha anche scritto canzoni, fra gli altri, per Tove Styrke, Tinie Tempah e Axwell.
Il 6 settembre 2019 ha pubblicato il suo singolo di debutto come solista, Some Say, divenuto un successo in Europa che le ha fruttato un disco d'oro in Belgio e in Danimarca e un disco di platino in Francia e tre dischi di platino in Polonia, dove ha raggiunto il primo posto in classifica. Il brano è inoltre entrato nelle top 10 di Danimarca, Norvegia e Svizzera.

## Discografia

### Album in studio
- 2024 – Transparent

### EP
- 2020 – Some Say

### Singoli

#### Come artista principale
- 2017 – Bleed It Out (con Kasbo)
- 2019 – Some Say
- 2020 – Dedicated
- 2020 – TG4M
- 2020 – Auto blu (Some Say) (Remix) (con Shiva e gli Eiffel 65)
- 2020 – Diablo (con Nio García)
- 2021 – Don't Deserve This (con Tibz)
- 2021 – Sucker for You
- 2021 – Heard About Me (con Dimitri Vegas & Like Mike e Felix Jaehn)
- 2021 – No Regrets (con SHY Martin)
- 2023 – A Lover like Me
- 2023 – Yes
- 2023 – Imagine
- 2023 – Cold Turkey
- 2023 – Losing a Friend

#### Come artista ospite
- 2017 – Chasing Flies (Tinie Tempah feat. Nea)
- 2019 – Still Ain't You (Steve James feat. Nea)
- 2020 – No Therapy (Felix Jaehn feat. Nea & Bryn Christopher)

## Riconoscimenti
- LOS40 Music Awards
  - 2020 – Candidatura al Miglior artista rivelazione internazionale[11]
  - 2020 – Artista o produttrice dance[12]